# Perizoma subfasciaria
Perizoma subfasciaria är en fjärilsart som beskrevs av Bohatsch 1857. Perizoma subfasciaria ingår i släktet Perizoma och familjen mätare. Inga underarter finns listade i Catalogue of Life.